# Пасс, Джо
Джо Пасс (англ. Joe Pass, настоящее имя — Джозеф Энтони Пассалаква (англ. Joseph Anthony Passalaqua); 13 января 1929, Нью-Брансуик — 23 мая 1994, Лос-Анджелес) — американский джазовый гитарист-виртуоз. Его широкое использование «шагающего» баса, искусство одновременного сочетания нескольких мелодических линий в процессе импровизации и сочетание множества техник игры открыли новые возможности для мира джаз-гитары и оказали огромное влияние на современных джазовых гитаристов.

## Раннее творчество
Джо Пасс, сын Мариано Пассалаква, сицилийского работника металлургического завода, вырос в Джонстауне в немузыкальной семье. Играть на гитаре он начал под воздействием образа ковбоя-гитариста в исполнении актёра Джина Отри. Первую гитару стоимостью 17 $ ему подарили на день рождения в девять лет. Его отец рано разглядел в своём сыне талант, необычное видение музыки и абсолютный слух.
Уже в 14 лет Пасс начал давать концерты. Он играл в биг-бэндах Тони Пастора и Чарли Бэрнета, оттачивая своё мастерство игры на гитаре и изучая музыкальный бизнес. Джо начал путешествовать с небольшими джазовыми ансамблями и в итоге осел в Нью-Йорке. Через несколько лет он попал в зависимость от наркотиков и провел почти все 1950-е в относительной неизвестности. Во время лечения от наркотической зависимости в калифорнийской лечебнице Synanon он вернулся к игре. В 1962 году он записал альбом «The Sounds of Synanon».

## Последующая карьера
Пасс записал серию альбомов в 1960-е годы для студии «Pacific Jazz», в их числе классические «Catch Me», «12-String Guitar», «For Django» и «Simplicity». В 1963 году получил премию «New star award» журнала «Downbeat». В эти годы он также принимал участие в записях с Джеральдом Вилсоном, Бадом Шанком и Лесом Макканом на студии «Pacific Jazz Records». В 1965 году Пасс давал концерты вместе с Джорджем Ширингом и активно занимался работой на телевидении и радио в Лос-Анджелесе.
Пасс работал с Луи Бэлсоном, Фрэнком Синатрой, Сарой Воэн, Джо Уильямсом[уточнить], Деллой Риз, Джонни Мэтисом и выступал в таких телешоу как «The Tonight Show Starring Johnny Carson», «The Merv Griffin Show», «The Steve Allen Show» и других. В начале 1970-х Джо Пасс вместе с гитаристом Хербом Эллисом регулярно давали концерты в клубе «Donte’s jazz club» в Лос-Анджелесе. Плодом этой совместной работы стал самый первый альбом студии «Concord Jazz», названный в её честь «Jazz/Concord». В начале 1970-х Пасс стал соавтором ряда книг о музыке, а также написал свою книгу об импровизации «Joe Pass Guitar Style», которая по сей день считается одним из лучших пособий для желающих научиться джазовой технике игры на гитаре.
Норман Гранц, владелец и основатель студии Verve Records, предложил Пассу записываться на своей новой студии «Pablo Records», и в 1974 году Пасс выпустил там свой легендарный сольный альбом «Virtuoso». В том же году студия выпустила альбом «The Trio» с Джо Пассом, Оскаром Питерсоном и Нильсом-Хенингом Орстед Пидерсеном, получивший премию Грэмми за лучший альбом в исполнении джазового ансамбля. В качестве постоянного студийного музыканта «Pablo Records» Пасс записывался с Бэнни Картером, Мильтом Джексоном, Хербом Эллисом, Зутом Симсом, Дюком Эллингтоном, Диззи Гиллеспи, Эллой Фицджеральд, Каунтом Бэйси и другими.
Пасс и Элла Фидцжеральд записали 4 совместных альбома. Раньше она предпочитала записываться только под аккомпанемент фортепиано, но блистательные аккомпаниаторские способности Джо Пасса создали замечательный мелодический контраст для её голоса. Этот блистательный дуэт можно услышать на альбомах «Take Love Easy», «Easy Living», «Speak Love» и «Fitzgerald and Pass… Again».

## Наследие
Джазовое сообщество почитает Джо Пасса как влиятельного соло-гитариста. Его стиль, сформировавшийся под влиянием гитариста Джанго Рейнхарда и саксофониста Чарли Паркера — это отлаженная, доведённая до совершенства техника в сочетании с чувством мелодии и импровизации, часто используемые джазовые аккорды, спонтанные импровизации и частая смена темпа.
Джо Пасс разрешил использовать своё имя тем производителям музыкальных инструментов, чьи инструменты он использовал и за качество которых мог поручиться сам. Чаще всего он играл на гитаре Gibson ES-175 и на гитаре, которую сделал специально для него мастер Джимми Дэ Аквисто. Epiphone также выпустил линию полуакустических гитар, названную в его честь.

## Дискография
Сольные альбомы
- The Stones Jazz
- Virtuoso
- Virtuoso II
- Virtuoso III
- Virtuoso IV
- Virtuoso Live!
- At Montreux Jazz Festival
- Montreux '77 — Live
- I Remember Charlie Parker
- University of Akron Concert
- Blues for Fred
- What Is There to Say
- Songs for Ellen
- Unforgettable
- Blues Dues
- Joe pass guitar interludes psyche jazz lp

Совместно с Оскаром Петерсоном
- A Salle Pleyel
- Porgy and Bess
- The Good Life (with Niels Pedersen)
- The Trio
- The Paris Concert (with Niels Pedersen)
- The Giants (with Ray Brown)
- If You Could See Me Now (with Niels Pedersen, Martin Drew)
- A Tribute to My Friends (with Niels Pedersen, Martin Drew)

Совместно с Нильсом-Хенингом Орстед Педерсоном
- Chops
- Northsea Nights
- Digital III at Montreux (1979)
- Eximious

Совместно с Эллой Фитцжеральд
- Take Love Easy (1973)
- Sophisticated Lady
- Fitzgerald and Pass…Again (1976)
- Speak Love (1983)
- Easy Living (1986)
- Gee Baby 'Aint I Good To You (1986)

Совместно с другими музыкантами
- Sounds of Synanon (with Arnold Ross, Dave Allan, et.al.)
- Moment of Truth (with the Gerald Wilson Orchestra)
- Portraits (with the Gerald Wilson Orchestra)
- On Stage (with the Gerald Wilson Orchestra)
- Somethin' Special (with Les McCann)
- On Time (with Les McCann)
- Jazz As I Feel It (with Les McCann)
- For Django (Joe Pass Quartet, with John Pisano, Jim Hughart, and Colin Bailey)
- Simplicity (Joe Pass Quartet, featuring Clare Fischer)
- Catch Me! (with pianist Clare Fischer, bassist Ralph Pena, and drummer Larry Bunker)
- Brassamba (with Bud Shank)
- Folk 'n' Flute (with Bud Shank)
- Intercontinental (Joe Pass Trio)
- Joe’s Blues (with Herb Ellis)
- Jazz Concord (with Herb Ellis, Ray Brown, and Jake Hanna)
- Seven Come Eleven (with Herb Ellis)
- Two for the Road (with Herb Ellis)
- Ira, George And Joe (with John Pisano)
- Summer Nights (with John Pisano)
- Appassionato (with John Pisano)
- Duets (with John Pisano)
- Live at Yoshi’s (with John Pisano)
- My Song (with John Pisano)
- Tudo Bem (with Paulinho Da Costa) (1992)